# 31 mai
Pour les articles homonymes, voir Trente-et-Un-Mai.
31 avril 31 juin
Chronologies thématiques
- Croisades
- Ferroviaires
- Sports
- Disney
- Anarchisme
- Catholicisme

Abréviations / Voir aussi
- (° 1852) = né en 1852
- († 1885) = mort en 1885
- a.s. = calendrier julien
- n.s. = calendrier grégorien
- Calendrier
- Calendrier perpétuel
- Liste de calendriers
- Naissances du jour

Le 31 mai est le 151e jour, moins souvent le 152e, de l'année du calendrier grégorien ; il en reste ensuite 214.
Son équivalent était généralement le 12 prairial du calendrier républicain ou révolutionnaire français, officiellement dénommé jour de la bétoine (ou épiaire, une plante officinale).
Ce jour n'existe pas plus que les 31 février, 31 mars, 31 août, 31 septembre ni 31 novembre, dans le calendrier universel qui passe directement du trente au unième / premier (trente au un) ; contrairement aux 31 janvier, 29 février qui y devient annuel, 30 février, 31 avril, 31 juin / leap day (uniquement les années bissextiles), 31 juillet, 31 octobre (voire 31 décembre ?).

## Événements

### Vesiècle
- 455 : l'empereur Pétrone Maxime tentant de fuir la cité à l'approche des Vandales est reconnu dans les rues de Rome et y meurt lapidé par une foule.

### XIIIesiècle
- 1223 : bataille de la rivière Kalka, victoire mongole sur la coalition rus' (de Ruthénie).

### XIVesiècle
- 1307 : bataille de Lucka.

### XVIesiècle
- 1592 : Sigismond III de Pologne épouse Anne d'Autriche.

### XVIIIesiècle
- 1779 : l'Empire ottoman édicte une loi d'interdiction officielle définitive de la langue albanaise en Albanie [réf. nécessaire]
- 1793 : les Girondins sont renversés par les Montagnards, durant la révolution française.
- 1795 :
  - suppression du Tribunal révolutionnaire en France.
  - combat de Saint-Jean-Brévelay, pendant la Chouannerie.

### XIXesiècle
- 1805 : début de la bataille du rocher du Diamant pendant la Troisième Coalition.
- 1809 : bataille de Čegar (en) lors de la Première révolte serbe.
- 1849 : fin du Parlement de Francfort.
- 1852 : accord de San Nicolás, peu après la bataille de Caseros, qui conduit à l'élaboration de la Constitution argentine de 1853.
- 1862 : bataille de Seven Pines pendant la guerre de Sécession.

### XXesiècle
- 1902 : signature du traité de Vereeniging mettant fin à la seconde guerre des Boers en Afrique du Sud.
- 1910 : indépendance de l'Union d'Afrique du Sud.
- 1916 : bataille du Jutland.
- 1921 : émeute raciale de Tulsa.
- 1942 : plusieurs sous-marins de poche japonais tentent une série d'attaques dans la baie de Sydney. Ils sont éliminés mais parviennent à couler quatre navires.
- 1961 : proclamation de la République d'Afrique du Sud.
- 1962 : dissolution de la fédération des Indes occidentales.
- 1991 : signature des accords de Bicesse.

### XXIesiècle
- 2005 : Dominique de Villepin est nommé Premier ministre en France.
- 2007 : élection de Valdis Zatlers à la présidence lettone.
- 2010 :
  - abordage de la flottille pour Gaza.
  - Démission du président allemand Horst Köhler.
- 2016 : début de la bataille de Manbij lors de la guerre civile syrienne.
- 2023 : en Lettonie, Edgars Rinkēvičs est élu Président de la république[1].
- 2025 : Josep-Lluís Serrano Pentinat succède à Joan-Enric Vives i Sicília en tant que coprince d'Andorre[2].

## Sport
- 2025 : le PSG devient le second club français à gagner la Ligue des Champions en s'imposant 5-0 face à l'Inter de Milan

## Art, culture et religion
- 1911 : André Gide, Jean Schlumberger et Gaston Gallimard fondent les Éditions de la Nouvelle Revue française futures Éditions Gallimard.
- 1952 : ouverture de l'Efteling.
- 1980 : le pape catholique Jean-Paul II est à Paris où l'on n'avait pas reçu de pape en exercice depuis 175 ans. Il prononce au Bourget cette phrase : « France, fille aînée de l'Église, es-tu fidèle aux promesses de ton baptême ? »[3] (voir ci-après l'ancienne fête "nationale" de sainte-Pétronille sous la monarchie française d'Ancien régime et le lendemain du 30 mai de la mort de Jeanne d'Arc d'abord condamnée à mort par des ecclésiastiques de son temps).
- 1996 :
  - le groupe américano-haïtien "Les 'Fugees" sort une version hip hop de la chanson tube anglo-saxonne "Killing me softly with his song" de Lori Lieberman en 1972 puis Roberta Flack en 1973[4].

## Sciences et techniques
- 1578 : le roi Henri III pose la première pierre du Pont Neuf à Paris en présence de la reine mère Catherine de Médicis.
- 1859 : Big Ben donne pour la première fois l'heure à Londres au Royaume-Uni.
- 1975 : création de l'Agence spatiale européenne.
- 2016 : lancement officiel du réseau français FRIPON de détection de météores et météorites.

## Économie et société
- 1653 : Cyrano de Bergerac signe une reconnaissance de dette au « bourgeois de Paris Guillaume de Lihut […] pour nourriture, logement et autres choses à lui fournies jusqu’à ce jourd’hui. »
- 1850 : l'Assemblée nationale législative de la deuxième République française vote une loi électorale qui impose une résidence de trois ans pour les électeurs.
- 1854 : 
  - vote d'une loi en France qui définit la déportation des condamnés aux travaux forcés hors de France ;
  - vote d'un autre texte législatif français qui entraîne l'abolition de la mort civile.
- 1889 : l'inondation de Johnstown, aux États-Unis, rase la ville et tue plus de 2 200 personnes.
- 1970 : séisme à Ancash.
- 2017 : un attentat au camion piégé entraîne au moins 80 morts et 320 blessés à Kaboul en Afghanistan.
- 2019 : une fusillade cause 12 morts et plusieurs blessés à Virginia Beach aux États-Unis.

## Naissances

### XIIIesiècle
- 1243 : Jacques II (Jaume II en catalan), roi de Majorque, comte de Roussillon et de Cerdagne, baron d'Aumelas et seigneur de Montpellier de 1276 à sa mort († 29 mai 1311).

### XVesiècle
- 1472 : Érard de La Marck, prince-évêque de Liège († 18 mars 1538).

### XVIesiècle
- 1535 : Alessandro Allori, peintre italien († 22 septembre 1607).
- 1557 : Fédor Ier (Фёдор I Иоаннович), tsar de Russie de 1584 à 1598 († 7 janvier 1598).
- 1597 : Jean-Louis Guez de Balzac, écrivain français († 8 février 1654).

### XVIIesiècle
- 1664 : Jules Alberoni, prélat italien et homme d'État espagnol († 26 juin 1752).

### XVIIIesiècle
- 1754 :
  - Andrea Appiani, peintre italien († 8 novembre 1817).
  - Catherine-Dominique de Pérignon, militaire français († 25 décembre 1818).
- 1791 : Jacques Matter, historien français († 22 juin 1864).

### XIXesiècle
- 1804 : Louise Farrenc, compositrice, pianiste et professeure de piano française († 16 septembre 1875).
- 1819 : Walt Whitman, poète et humaniste américain († 26 mars 1892).
- 1832 : Maria Alexandrovna Hartung, fille d'Alexandre Pouchkine et inspiratrice du personnage d'Anna Karénine († 7 mars 1919).
- 1836 : Jean Baptiste Clément, chansonnier et communard français († 23 février 1903).
- 1838 : Henri Bonnerot, homme politique français († 27 janvier 1886).
- 1852 : Julius Richard Petri, bactériologiste allemand († 20 décembre 1921).
- 1857 : Pie XI, pape († 10 février 1939).
- 1860 : Walter Sickert, peintre britannique († 22 janvier 1942).
- 1861 : William Worrall Mayo, chirurgien britannique († 6 mars 1911).
- 1865 : István Chernel, ornithologue hongrois († 21 février 1922).
- 1866 : John Ringling (en), entrepreneur américain, un des cinq frères fondateurs du Ringling Brothers Circus († 2 décembre 1936).
- 1872 : Charles Greeley Abbot, astrophysicien américain († 17 décembre 1973).
- 1887 : Saint-John Perse (Alexis Leger dit), poète et diplomate français († 20 septembre 1975).
- 1892 : Gregor Strasser, homme politique nazi allemand († 30 juin 1934).

### XXesiècle
- 1905 : François Hertel, prêtre, philosophe et essayiste canadien († 4 octobre 1985).
- 1908 : Don Ameche, acteur américain († 6 décembre 1993).
- 1909 :
  - Art Coulter, joueur de hockey sur glace canadien († 14 octobre 2000).
  - Aurore Gagnon, protagoniste de fait divers canadienne († 12 février 1920).
  - Thor Thorvaldsen, skipper norvégien, double champion olympique († 30 juin 1987).
- 1911 : Maurice Allais, économiste et physicien français († 9 octobre 2010).
- 1914 : Barbara Issakides, pianiste et résistante autrichienne au nazisme († 29 août 2011).
- 1915 : Robert Lado, linguiste américain théoricien de l'enseignement des langues étrangères († 11 décembre 1995).
- 1916 : Bernard Lewis, historien et enseignant universitaire britannico-américain († 19 mai 2018).
- 1917 : Jean Rouch, cinéaste français († 18 février 2004).
- 1918 : Kendall Carly Browne, actrice américaine († 26 janvier 2018).
- 1919 : Maurice Delauney, homme politique français († 1er décembre 2009).
- 1921 : Alida Valli, actrice italienne († 22 avril 2006).
- 1922 : 
  - Jean Cussac, chanteur lyrique baryton et directeur musical français.
  - Denholm Elliott, acteur britannique († 6 octobre 1992).
- 1923 : Rainier III, prince de Monaco († 6 avril 2005).
- 1924 : Jean Debuf, haltérophile français († 6 octobre 2010).
- 1929 : 
  - Joseph Bernardo, nageur français († 6 décembre 2023).
  - Oqtay Zulfugarov, chef d'orchestre, violoncelliste et enseignant azerbaïdjanais († 31 août 2016).
- 1930 :
  - Geneviève Brunet (Geneviève Yvonne Alberte veuve Bergé / Descrières), actrice et metteuse en scène française et alençonnaise.
  - Odile Mallet (Odile Antoinette Brunet veuve Davy dite), sa sœur jumelle, actrice et metteuse en scène française et alençonnaise.
  - Clint Eastwood, acteur, réalisateur, producteur et musicien américain.
- 1931 : Zvi Hecker, architecte israélien  († 24 septembre 2023).
- 1932 : William Thoresson, gymnaste suédois, champion olympique.
- 1934 : Jim Hutton, acteur américain († 2 juin 1979).
- 1937 : Bob Ferry, joueur et dirigeant américain de basket-ball († 27 octobre 2021).
- 1938 :
  - John Röhl, historien britannique († 17 novembre 2023).
  - Peter Yarrow, chanteur américain du groupe Peter, Paul and Mary.
- 1939 : Magnus (Roberto Raviola dit), auteur italien de bandes dessinées († 5 février 1996).
- 1940 :
  - Anatoliy Bondarchuk, athlète ukrainien champion olympique du lancer de marteau.
  - Alain Duhamel, journaliste politique français.
  - Gilbert Louis, prélat français.
- 1941 : 
  - Michèle Demai (Michèle Tomasini dite), présentatrice et speakerine française de la télévision ORTF († 9 novembre 2017).
  - Sean Flynn, acteur, journaliste et reporter américain, fils d'Errol Flynn et Lili Damita († 1970).
- 1942 : Camille Limoges, historien canadien.
- 1943 :
  - Sharon Gless, actrice américaine.
  - Joe Namath, joueur de football américain.
  - Daniel Robin, lutteur français, vice-champion olympique († 23 mai 2018).
- 1945 :
  - Henri Emmanuelli, homme politique français († 21 mars 2017).
  - Rainer Werner Fassbinder, cinéaste allemand († 10 juin 1982).
  - Laurent Gbagbo, homme politique ivoirien, président de la Côte-d'Ivoire de 2000 à 2011.
- 1946 : Soizic Corne, animatrice de radio et de télévision française (pour enfants).
- 1948 : John Bonham, musicien britannique, batteur du groupe Led Zeppelin († 25 septembre 1980).
- 1949 : Tom Berenger (Thomas Michael Moore dit), acteur américain.
- 1950 :
  - Gregory Harrison, acteur américain.
  - François-Xavier Villain, homme politique français.
- 1951 : Serge Brussolo, romancier français.
- 1953 : François Rollin, humoriste et auteur français.
- 1954 : Vicki Sue Robinson (en), chanteuse et actrice américaine († 27 avril 2000).
- 1955 : Tommy Emmanuel, musicien guitariste australien.
- 1958 : Stephen Holland, nageur australien.
- 1959 : Jocelyn Robert, professeur et artiste interdisciplinaire québécois.
- 1960 :
  - Chris Elliott, acteur, scénariste, producteur et réalisateur américain.
  - Hervé Gaymard, homme politique français.
- 1961 : Lea Thompson, actrice américaine.
- 1962 : Corey Hart, musicien canadien.
- 1963 : Viktor Orbán, homme politique hongrois.
- 1965 : Brooke Shields, actrice américaine.
- 1966 : 
  - Jessica Monroe, rameuse d'aviron canadienne, double championne olympique.
  - Alfonso Menéndez, archer espagnol, champion olympique par équipe.
- 1967 :
  - Sandrine Bonnaire, actrice française.
  - Kenny Lofton, joueur de baseball américain.
- 1968 :
  - Christopher McQuarrie, scénariste et réalisateur américain.
  - Stéphane E. Roy, écrivain et acteur canadien.
- 1970 : Paolo Sorrentino, réalisateur et scénariste italien.
- 1972 : 
  - Dave Roberts, joueur et gérant de baseball américain.
  - Jean-Marc Ueberecken, avocat et pilote de course.
- 1976 :
  - Rosemary Barton, journaliste politique canadienne pour CBC News Network.
  - Colin Farrell, acteur irlandais actif à Hollywood.
  - Douglas Stuart, écrivain américano-britannique (Écosse).
- 1977 : Domenico Fioravanti, nageur italien, double champion olympique.
- 1980 : 
  - Marshall Dixon, rappeur congolais.
  - Andy Hurley, musicien américain, batteur du groupe Fall Out Boy.
- 1981 : Jake Peavy, joueur de baseball américain.
- 1982 : Steph McGovern (en), journaliste anglaise.
- 1983 : Arnaud Denis, acteur et metteur en scène français.
- 1984 :
  - Andrew Bailey, joueur de baseball américain.
  - Oswaldo Vizcarrondo, footballeur vénézuélien.
- 1985 : Ían Vouyoúkas, basketteur grec.
- 1989 : 
  - Haveson Florvil, entrepreneur et conférencier haïtien.
  - Matheus Humberto Maximiano, footballeur brésilien.
  - Marco Reus, joueur de football allemand et joueur du Borussia Dortmund.
  - Daniel Stenderup, footballeur danois.
- 1990 :
  - Erik Karlsson, joueur de hockey sur glace suédois.
  - Gabriel Nadeau-Dubois, homme politique québécois.
  - Tomomi Ogawa, bassiste japonaise.
- 1991 : Sophie Bédard, auteure de bande dessinée canadienne.
- 1992 : Michaël Bournival, joueur de hockey sur glace professionnel québécois.
- 1996 : Normani Kordei, chanteuse américaine anciennment du groupe Fifth Harmony.
- 1999 : 
  - Eoghan Barrett, joueur de rugby irlandais.
  - Jarrad Drizners, coureur cycliste australien.
  - Zenia Marshall, chanteuse et actrice canadienne.
  - Leonard Pospichal, guitariste autrichien.
  - Michal Sadílek, footballeur tchèque.
  - Sam Vines, footballeur américain.

## Décès

### XIIesiècle
- 1162 : Géza II, roi de Hongrie de 1141 à sa mort et de Croatie (° 1130).

### XIVesiècle
- 1329 : Albertino Mussato, homme d'État, écrivain, chroniqueur et poète italien (° vers 1261).

### XVesiècle
- 1482 : Jean de Derval, militaire breton (° 18 décembre 1784).

### XIXesiècle
- 1809 :
  - Joseph Haydn, compositeur autrichien (° 31 mars 1732).
  - Jean Lannes, militaire français (° 10 avril 1769).
- 1832 : Évariste Galois, mathématicien français (° 25 octobre 1811).
- 1847 : François Le Saulnier de Saint-Jouan, armateur français (° 18 décembre 1784).
- 1848 : Eugénie de Guérin, femme de lettres française (° 29 janvier 1805).
- 1866 :  Alfred d'Alton, militaire français (° 20 novembre 1815).
- 1875 : Éliphas Lévi, occultiste français (° 8 février 1810).
- 1885 : Juste-Frédéric Riffault, militaire, financier et homme politique français (° 15 mars 1814).

### XXesiècle
- 1908 : Louis-Honoré Fréchette, poète canadien (° 16 novembre 1839).
- 1910 : Elizabeth Blackwell, médecin britannique et militante pour les droits de la femme (° 3 février 1821).
- 1925 : « Cara Ancha » (José Sánchez del Campo), matador espagnol (° 8 mai 1848).
- 1931 : Raymond-Marie Rouleau, archevêque canadien (° 6 avril 1866).
- 1947 : Francis Casadesus, compositeur français (° 30 septembre 1879).
- 1954 : Andrée Clément, actrice française (° 7 août 1918).
- 1958 : Herbert Heyes, acteur américain (° 3 août 1889).
- 1959 : Gabrielle Vassal, exploratrice franco-britannique (° 1880).
- 1962 : Adolf Eichmann, dignitaire nazi allemand (° 19 mars 1906).
- 1967 : Billy Strayhorn, pianiste, arrangeur et compositeur américain (° 29 novembre 1915).
- 1970 : Terry Sawchuk, joueur de hockey sur glace canadien (° 28 décembre 1929).
- 1976 : 
  - Ivan Maksimenko, botaniste soviétique (° 23 février 1907).
  - Jacques Monod, biochimiste français, prix Nobel de médecine en 1965 (° 9 février 1910).
- 1977 : William Castle, cinéaste américain (° 24 avril 1914).
- 1983 : Jack Dempsey, boxeur américain (° 24 juin 1895).
- 1985 : Gaston Rebuffat, alpiniste français (° 7 mai 1921).
- 1993 : Satoshi Miyazaki, karatéka japonais (° 17 juin 1938).
- 1996 : Timothy Leary, écrivain et psychologue américain (° 22 octobre 1920).
- 1999 : Auguste Le Breton, écrivain français (° 18 février 1913).
- 2000 : Johnnie Taylor, chanteur américain (° 5 mai 1937).

### XXIesiècle
- 2003 : Francesco Colasuonno, prélat italien, créé cardinal en 1998 (° 2 janvier 1925).
- 2004 : Étienne Roda-Gil, parolier et écrivain français (° 1er août 1941).
- 2006 : Raymond Davis Jr., chimiste et physicien américain, prix Nobel de physique en 2002 (° 14 octobre 1914).
- 2008 : Jean Laby, une des premières physiciennes de l'atmosphère australienne.
- 2009 : Millvina Dean, britannique, dernière survivante du naufrage du Titanic (° 2 février 1912).
- 2010 : Louise Bourgeois, plasticienne franco-américaine (° 25 décembre 1911).
- 2012 : Roger Fournier, écrivain canadien (° 22 octobre 1929).
- 2013 : Jean Stapleton, actrice américaine (° 19 janvier 1923).
- 2014 :
  - Mary Soames, aristocrate britannique, fille de Winston Churchill (° 15 septembre 1922).
  - Martha Hyer, actrice américaine, veuve du producteur Hal B. Wallis (° 10 août 1924).
- 2016 :
  - Mohamed Abdelaziz, homme politique sahraoui, président de la République arabe sahraouie démocratique de 1976 à 2016 (° 17 août 1947).
  - Corry Brokken, chanteuse néerlandaise, gagnante de l'Eurovision en 1957 (° 3 décembre 1932).
  - Emmanuel Maubert, animateur et chroniqueur français de télévision et de radio (° 20 décembre 1964).
  - Rupert Neudeck, journaliste et humanitaire allemand, fondateur de l'ONG Cap Anamur (° 14 mai 1939).
  - Peter Owen, éditeur britannique né allemand (° 24 février 1927).
- 2017 :
  - Jiří Bělohlávek, chef d'orchestre tchécoslovaque puis tchèque (° 24 février 1946).
  - Lubomyr Husar, archevêque majeur de l'Église grecque-catholique ukrainienne (° 26 février 1933).
  - Tino Insana, acteur, scénariste et producteur américain (° 15 février 1948).
  - Mohamed Fadhel Khelil, homme politique tunisien (° inconnue).
  - István Szondy, pentathlonien et cavalier hongrois (° 29 décembre 1925).
  - Diane Torr, artiste transgenre canadienne (° 10 novembre 1948).
- 2019 : Jean-Claude Labrecque, réalisateur, scénariste et producteur québécois (° 19 juin 1938).
- 2020 : Christo (Christo Vladimiroff Javacheff dit), artiste contemporain bulgare événementiel et éphémère souvent en duo "Christo et Jeanne-Claude" avec son conjoint prédécédé en 2009 et né le même jour (° 13 juin 1935).
- 2021 : 
  - Andreea Bollengier, joueuse d'échecs franco-roumaine (° 17 mai 1975).
  - Romain Bouteille, auteur de théâtre, acteur, humoriste et chanteur français précurseur du café-théâtre (de la Gare à Paris), découvreur de talents (° 24 mars 1937).
  - Michel Brûlé, éditeur, chanteur et écrivain canadien (° 14 juin 1964).
  - Peter Del Monte, scénariste et réalisateur italien (° 29 juillet 1943).
  - Arlene Golonka, Abdessalem Jerad, Kitenge Yesu, etc.
- 2022 : 
  - Kenneth W. Dam, homme politique américain (° 10 août 1932).
  - Belaïd Mohand-Oussaïd, homme politique algérien (° 20 janvier 1947).
- 2023 : 
  - Ama Ata Aidoo, écrivaine et dramaturge ghanéenne (° 23 mars 1942).
  - Sergio Calderón, acteur mexicain (° 21 juillet 1945).
  - Luca Di Fulvio, homme de théâtre et un écrivain italien (° 13 mai 1957).
  - Gilles Durieux, auteur, scénariste, journaliste, photographe et critique de cinéma français (° 19 mai 1934).
  - Amitai Etzioni, sociologue israélo-américain (° 4 janvier 1929).
  - Mike McFarlane, athlète de sprint britannique (° 2 mai 1960).
  - Theódoros Pángalos, homme politique grec (° 17 août 1938).
- 2024 :
  - Amaral, footballeur brésilien (° 25 décembre 1954).
  - Berthé Aïssata Bengaly, femme politique malienne (° 20 mai 1957).
  - Adelaide Carpenter, généticienne américaine (° 24 juin 1944).
  - Lionel Dyck, mercenaire zimbabwéen (° janvier 1944).
  - Ronald Edmonds, photographe américain (° 16 juin 1946).
  - Norbert Ezadri, homme politique congolais (° 26 août 1960).
  - Alexander Lang, acteur et metteur en scène allemand (° 24 septembre 1941).
  - Ed Mann, percussionniste américain (° 14 janvier 1955).
  - Ron Morris, athlète de sauts à la perche américain (° 27 avril 1935).
  - Robert Pickton, éleveur de porcs et tueur en série canadien (° 24 octobre 1949).
- 2025 :
  - Stanley Fischer, économiste israélo-américain (° 15 octobre 1943).
  - Mike McCallum, boxeur jamaïcain (° 7 décembre 1956).

## Célébrations

### Internationale
- Journée mondiale sans tabac[5].
- Journée mondiale de la loutre[6].

### Nationales
- Brunei : jour des forces armées[7]
- Castille-la Manche (Espagne & Union européenne à zone euro) : fête de Castille-La Manche (es).
- L'(une des) fête(s) pré-nationale(s) de la France (aujourd'hui dans l'U.E.), sous son Ancien régime, cette fête de la Visitation & de la sainte-Pétronille infra[8], avec les autres fêtes mariales que sont l'Assomption les 15 août ou la sainte-Marie des 1er janvier sans compter les dates d'apparitions mariales ultérieures voire antérieures ni la sainte-Jeanne-d'Arc la veille 30 mai quant à elle patronne secondaire de la France[9].

### Religieuseschrétiennes
- Visitation de la Vierge Marie commémorant la visite qu'aurait rendue la future mère de Jésus de Nazareth Marie à sa cousine Élisabeth elle-même enceinte de Jean le futur baptiste ; célébrée depuis 1389, initialement les 2 juillet ;
- station à Bethléem pour la dédicace de l'Église, avec lectures de Héb. 1, 1(-12) et de Jn 7, 37(-42), et jour pour mot commun, dans le lectionnaire de Jérusalem.

### Saints des Églises chrétiennes

#### Saints catholiques et orthodoxes du jour
Référencés ci-après in fine, :
- Cant († 290 ou 304) - ou « Cantius » -, avec son frère Cantien - ou « Cantianus » -, sa sœur Cantianille - ou « Cantianilla » - et leur précepteur Prot ou « Protus », martyrs à Aquilée en Vénétie julienne sous Dioclétien.
- Hermias († vers 160), soldat romain, avec un mage converti, peut-être appelé Marus, martyrs à Comana dans le Pont sous Antonin le Pieux.
- Nérin de Plounérin (VIIe siècle), moine anglais.
- Pétronille (Ier siècle) qui aurait été baptisée par l'apôtre saint Pierre ressuscité, vierge martyre sous Domitien à Rome à partir de 757, patronne du royaume de France.
- Selve († 400) - ou « Sylve » / « Sylvius », quatrième évêque de Toulouse (360-400).
- Simplicien (IIe ou IIIe siècle), martyr en Poitou.

#### Saints et bienheureux catholiques du jour
référencés ci-après :
- Camilla Battista da Varano (Battista) († 1524), religieuse italienne - Sœur clarisse italienne fondatrice du monastère de Camerino.
- Félix de Nicosie († 1787) - ou « Filippo Giacomo Amoroso » / « Giacomo Felice Amoroso de Nicosie » -, frère mineur capucin italien.
- Jacques Salomoni († 1314), bienheureux prêtre dominicain italien.
- Marien de Roccacasale († 1866), bienheureux frère franciscain italien.
- Mechtilde de Diessen († 1160), moniale allemande de l'ordre de saint Augustin et abbesse d'Edelstetten.
- Nicolas Barré († 1686), bienheureux prêtre français et fondateur de congrégations religieuses.
- Noé Mawaggali († 1886), Laïc ougandais martyr.
- Robert Thorpe et Thomas Watkinson († 1591), bienheureux laïc et le second prêtre anglais martyrs.

#### Saint orthodoxe
- Crescent de Sassari (en), Crescentien ou Crescent († vers 130), martyr à Sassari en Sardaigne sous Hadrien[11], aux dates éventuellement "juliennes" / orientales.

### Prénoms du jour
Bonne fête aux Pétronille et ses variantes : Pernelle, Peron(n)elle, Péron(n)elle, Perrine, Perron(n)elle, Pierrette (voir aussi la saint-Pierre du baptiseur ci-avant[Quoi ?] les 29 juin) ;
ainsi qu'aux Zacharie en mémoire du père ainsi nommé de Jean le (futur) baptiseur -et mari d'Elisabeth ci-avant-, qui aurait retrouvé l'usage de la parole à l'occasion de la Visitation de sa cousine par alliance Marie (visite à lui, Elisabeth et leur garçon Jean en gestation).

## Traditions et superstitions

### Dictons
- « À la Visitation, si le temps a été bon, il peut pleuvoir un temps, il n’y aura que perte de temps, parce que si le foin pourrit, le raisin se nourrit. »[13]
- « À sainte-Pétronille, il n'y a pas de haies sans chenille. »[13]
- « La pluie de la Visitation tombe six semaines sur la maison. »[14].
- « Le jour de la Visitation beau, fait le raisin plus gros. »[13]
- « Pluie à la Visitation, pluie à discrétion. »[13]
- « Pluie de sainte-Pétronille, les raisins deviennent grappilles ou tombent en guenilles. »[13]
- « Quand il pleut le jour de Sainte Pétronille, c'est que la sainte mouille sa guenille. »
- « Quand mouille Pétronille, sa jupe au long du jour, elle est quarante jours à sécher ses guenilles. »[13]
- « S'il pleut à la saine-Pétronille, le blé diminue jusqu'à la faucille. »[15]
- « S'il pleut à la sainte-Pétronille, pendant quarante jours elle trempe (ou sèche) ses guenilles. »[16]
- « S’il pleut à la Visitation, pluie de saint-Médard [8 juin suivant] continuation. »[13]
- « S’il pleut à la Visitation, trente jours de bénédiction. »[17]

### Astrologie
Signe du zodiaque : 10e jour du signe astrologique des Gémeaux.